# 1150 км
1150 км — железнодорожная платформа в Кинельском районе Самарской области в составе сельского поселения Комсомольский.

## География
Находится у железнодорожной линии Самара — Уфа на расстоянии примерно 9 километров по прямой на восток от районного центра города Кинель.

## История
Населённый пункт появился при строительстве железной дороги. В селении жили семьи тех, кто обслуживал железнодорожную инфраструктуру.

## Население
| 2010 |
| ---- |
| 0    |

Постоянное население не было учтено как в 2002 году, так и в 2010 году.

## Инфраструктура
Путевое хозяйство Куйбышевской железной дороги. Действует остановочный пункт 1150 км

## Транспорт
Автомобильный (просёлочная дорога, в пешей доступности автодорога 6К-851) и железнодорожный транспорт.